# Streblocera okadai
Streblocera okadai är en stekelart som beskrevs av Watanabe 1942. Streblocera okadai ingår i släktet Streblocera och familjen bracksteklar. Inga underarter finns listade i Catalogue of Life.